# Брендл, Павел
Па́вел Брендл (чеш. Pavel Brendl; род. 23 марта 1981, Опочно, Восточночешский край) — чешский хоккеист, правый крайний нападающий. Воспитанник клуба «Оломоуц». Чемпион мира среди молодёжи 2001 года, лучший снайпер КХЛ в сезоне 2008/09.

## Карьера
Начал профессиональную карьеру в 1998 году в составе родного клуба «Оломоуц», выступая до этого за его фарм-клуб. В следующем году на драфте НХЛ он был выбран в 1 раунде под общим 4 номером клубом «Нью-Йорк Рейнджерс». В своём первом сезоне за океаном Павел в составе клуба WHL «Калгари Хитмен», который выбрал его в 1 раунде под общим 34 номером на драфте Канадской хоккейной лиги, стал победителем турнира, а также собрал большую коллекцию персональных наград, став в том числе и лучшим новичком во всех юниорских лигах Канады. Всего за три сезона в WHL Брендл набрал ни много ни мало 398 (207+191) очков в 218 проведённых матчах. В сезоне 1999/2000 провёл две встречи в составе клуба АХЛ «Хартфорд Вулф Пэк», с которым стал обладателем Кубка Колдера.
В 2001 году дебютировал в НХЛ в составе клуба «Филадельфия Флайерз», где он оказался в результате сложного обмена на Эрика Линдроса. 7 февраля 2003 года был обменян в «Каролину», в которой выступал до локаута в НХЛ. Как и многие хоккеисты, выступавшие в Северной Америке, сразу после официальной отмены сезона Брендл отправился в Европу, где выступал за различные клубы низших европейских дивизионов. Вернувшись в США, Павел так и не смог заиграть в составе «ураганов», поэтому 28 декабря 2005 года он был обменян в «Финикс». Сезон 2005/06, тем не менее, стал для Брендла последним за океаном.
4 мая 2006 года Павел подписал контракт с клубом Шведской элитной серии «Мура». В своём первом же сезоне в новом клубе Брендл стал лучшим снайпером турнира, забросив 35 шайб. 13 апреля 2007 года Павел перешёл в другой шведский клуб — «Брюнес», где вновь отличился своими снайперскими качествами, 40 раз огорчив голкиперов соперника. 11 июня 2008 года Брендл подписал контракт с нижегородским «Торпедо». В сезоне 2008/09 Павел набрал 50 (35+15) очков в 59 проведённых матчах, став тем самым наряду с Яном Мареком лучшим снайпером КХЛ, и заслужив право участвовать в первом матче «Всех звёзд» лиги.
После ещё одного успешного сезона в Нижнем Новгороде 29 сентября 2010 года неожиданно для многих заключил краткосрочное соглашение на 1,5 месяца с клубом финской СМ-Лиги «КалПа», в составе которого в 16 проведённых матчах он набрал 15 (7+8) очков. 15 ноября Павел подписал контракт с нижнекамским «Нефтехимиком», в составе которого за остаток сезона 2010/11 он набрал 12 (11+1) очков в 27 проведённых матчах. Тем не менее, по окончании сезона покинул нижнекамский клуб.
2 ноября 2011 года, несмотря на слухи, связывавшие его с такими клубами, как «Лев», «Брюнес» и «Амбри-Пиотта», заключил соглашение сроком на один месяц с клубом «Пардубице», который прибегнул к помощи чеха из-за большого количества травм. В составе чешского клуба Брендл провёл 6 игр, в которых набрал 8 (5+3) очков, однако 21 ноября он принял решение подписать контракт до конца сезона с клубом Швейцарской национальной лиги «Рапперсвиль-Йона Лейкерс».
Перед стартом Кубка Шпенглера 2011 года руководство клуба «Давос» воспользовалось своим правом взять в аренду четырёх игроков и пригласило Павла в команду, после чего швейцарцы стали обладателями трофея. В составе же «Рапперсвиля» Брендл провёл неудачную концовку сезона — в 22 матчах он набрал 9 (5+4) очков, а его команда с трудом смогла сохранить место в элите швейцарского хоккея. 28 мая 2012 года Павел принял решение вернуться в «Пардубице», заключив с клубом двухлетнее соглашение. В 2013 году Брендл перешёл в немецкий клуб «Лаузитцер Фюхсе». С 2014 по 2016 год играл в Словацкой экстралиге за команды «Скалица» и «Зволен». Последней командой в карьере Брендла была шведская «Арланда».

### Международная
В составе сборной Чехии Павел Брендл принимал участие в юношеском чемпионате Европы 1997 года и молодёжном чемпионате мира 2001 года, на котором он в 7 проведённых матчах набрал 10 (4+6) очков, став таким образом лучшим форвардом турнира с наибольшим количеством набранных очков. Сборная же Чехии на том турнире стала чемпионом. Также Павел призывался под знамёна сборной для участия в матчах Еврохоккейтура в сезонах 2006/07 и 2009/10.

## Достижения
- Чемпион мира среди молодёжи 2001
- Лучший форвард молодёжного чемпионата мира 2001
- Лучший ассистент и бомбардир молодёжного чемпионата мира 2001
- Лучший показатель полезности молодёжного чемпионата мира 2001
- Чемпион WHL 1999
- Лучший новичок Канадской хоккейной лиги 1999
- Обладатель Кубка Колдера 2000
- Лучший снайпер чемпионата Швеции 2007
- Рекордсмен чемпионата Швеции по заброшенным шайбам за сезон (34)
- Рекордсмен чемпионата Швеции среди легионеров по набранным очкам за сезон (57)
- Лучший снайпер КХЛ 2009
- Участник матча «Всех звёзд» КХЛ 2009
- Обладатель Кубка Шпенглера 2011

## Статистика выступлений
Последнее обновление: 29 мая 2012 года
|                 |                          |                 | Регулярный сезон | Регулярный сезон | Регулярный сезон | Регулярный сезон | Регулярный сезон | Регулярный сезон | Плей-офф | Плей-офф | Плей-офф | Плей-офф | Плей-офф | Плей-офф |
| Сезон           | Команда                  | Лига            | Игр              | Г                | П                | Очк              | +/-              | Штр              | Игр      | Г        | П        | Очк      | +/-      | Штр      |
| --------------- | ------------------------ | --------------- | ---------------- | ---------------- | ---------------- | ---------------- | ---------------- | ---------------- | -------- | -------- | -------- | -------- | -------- | -------- |
| 1996/97         | ХК Оломоуц-U20           | Экстралига-U20  | 40               | 35               | 17               | 52               | --               |                  | —        | —        | —        | —        | —        | —        |
| 1997/98         | ХК Оломоуц-U20           | Экстралига-U20  | 38               | 29               | 23               | 52               | --               |                  | —        | —        | —        | —        | —        | —        |
| 1997/98         | ХК Оломоуц               | 1.liga          | 12               | 1                | 1                | 2                | --               | 2                | —        | —        | —        | —        | —        | —        |
| 1998/99         | Калгари Хитмен           | WHL             | 68               | 73               | 61               | 134              | +68              | 40               | 20       | 21       | 25       | 46       | +18      | 18       |
| 1999/00         | Калгари Хитмен           | WHL             | 61               | 59               | 52               | 111              | +41              | 94               | 10       | 7        | 12       | 19       | +11      | 8        |
| 1999/00         | Хартфорд Вулф Пэк        | АХЛ             | —                | —                | —                | —                | —                | —                | 2        | 0        | 0        | 0        | --       | 0        |
| 2000/01         | Калгари Хитмен           | WHL             | 49               | 40               | 35               | 75               | +18              | 66               | 10       | 7        | 6        | 13       | +5       | 6        |
| 2001/02         | Филадельфия Фантомс      | АХЛ             | 64               | 15               | 22               | 37               | -15              | 22               | 5        | 4        | 1        | 5        | +3       | 0        |
| 2001/02         | Филадельфия Флайерз      | НХЛ             | 8                | 1                | 0                | 1                | -1               | 2                | 2        | 0        | 0        | 0        | --       | 0        |
| 2002/03         | Филадельфия Флайерз      | НХЛ             | 42               | 5                | 7                | 12               | +8               | 4                | —        | —        | —        | —        | —        | —        |
| 2002/03         | Каролина Харрикейнз      | НХЛ             | 8                | 0                | 1                | 1                | -3               | 2                | —        | —        | —        | —        | —        | —        |
| 2003/04         | Лоуэлл Лок Монстерз      | АХЛ             | 33               | 17               | 16               | 33               | -6               | 34               | —        | —        | —        | —        | —        | —        |
| 2003/04         | Каролина Харрикейнз      | НХЛ             | 18               | 5                | 3                | 8                | --               | 8                | —        | —        | —        | —        | —        | —        |
| 2004/05         | Оцеларжи                 | Экстралига      | 2                | 0                | 0                | 0                | -1               | 0                | —        | —        | —        | —        | —        | —        |
| 2004/05         | ХК Оломоуц               | 1.liga          | 3                | 0                | 0                | 0                | -4               | 12               | —        | —        | —        | —        | —        | —        |
| 2004/05         | Йокипоят                 | Местис          | 21               | 9                | 10               | 19               | --               | 48               | —        | —        | —        | —        | —        | —        |
| 2004/05         | Тургау                   | NLB             | 4                | 3                | 0                | 3                | --               | 4                | —        | —        | —        | —        | —        | —        |
| 2005/06         | Лоуэлл Лок Монстерз      | АХЛ             | 25               | 6                | 7                | 13               | -6               | 10               | —        | —        | —        | —        | —        | —        |
| 2005/06         | Сан-Антонио Рэмпэйдж     | АХЛ             | 38               | 13               | 11               | 24               | -5               | 8                | —        | —        | —        | —        | —        | —        |
| 2005/06         | Финикс Койотс            | НХЛ             | 2                | 0                | 0                | 0                | -3               | 0                | —        | —        | —        | —        | —        | —        |
| 2006/07         | Мура                     | Элитная серия   | 54               | 34               | 23               | 57               | -6               | 34               | 4        | 1        | 1        | 2        | -4       | 16       |
| 2007/08         | Брюнес                   | Элитная серия   | 54               | 31               | 24               | 55               | -11              | 110              | 10       | 9        | 13       | 22       | +5       | 21       |
| 2008/09         | Торпедо НН               | КХЛ             | 56               | 35               | 15               | 50               | -10              | 48               | 3        | 0        | 0        | 0        | -2       | 14       |
| 2009/10         | Торпедо НН               | КХЛ             | 51               | 27               | 10               | 37               | -9               | 67               | —        | —        | —        | —        | —        | —        |
| 2010/11         | КалПа                    | СМ-Лига         | 16               | 7                | 8                | 15               | +7               | 8                | —        | —        | —        | —        | —        | —        |
| 2010/11         | Нефтехимик               | КХЛ             | 24               | 9                | 1                | 10               | -9               | 0                | 3        | 2        | 0        | 2        | --       | 2        |
| 2011/12         | Пардубице                | Экстралига      | 6                | 5                | 3                | 8                | +1               | 4                | —        | —        | —        | —        | —        | —        |
| 2011/12         | Рапперсвиль-Йона Лейкерс | NLA             | 17               | 2                | 3                | 5                | -9               | 10               | 5        | 3        | 1        | 4        | +2       | 01       |
| Всего в НХЛ     | Всего в НХЛ              | Всего в НХЛ     | 78               | 11               | 11               | 22               | +1               | 16               | 2        | 0        | 0        | 0        | --       | 0        |
| Всего в КХЛ     | Всего в КХЛ              | Всего в КХЛ     | 131              | 71               | 26               | 97               | -28              | 115              | 6        | 2        | 0        | 2        | -2       | 16       |
| Всего в карьере | Всего в карьере          | Всего в карьере | 829              | 473              | 367              | 840              | +52              | 639              | 59       | 42       | 45       | 87       | +31      | 64       |

1 — Переходный турнир.

### Международная
| Турнир   | Место | Игр | Г | П | Очк | +/- | Штр |
| -------- | ----- | --- | - | - | --- | --- | --- |
| ЮЧЕ-1998 | 4     | 6   | 2 | 5 | 7   | --  | 2   |
| МЧМ-2001 |       | 7   | 4 | 6 | 10  | +8  | 8   |